# HSBC Bank Argentina
HSBC Bank Argentina S.A. va ser una companyia subsidiària de HSBC, el setè banc en importància de l'Argentina. Proveeix una àmplia gamma de serveis financers i exerceix les funcions de banc comercial i minorista.

Durant la matinada del 9 d'abril del 2024, HSBC va anunciar la venda d'HSBC Argentina per US$ 550 milions al Grup Financer Galícia. Aquesta operació inclou la venda de tots els negocis que HSBC té a Argentina, que inclou el banc, HSBC Asset Management i la companyia d'assegurances. Tot i que la venda està tancada, s'estima que els canvis de marques i sucursals faran 12 mesos. El 12 de setembre de 2024, el Banc Central de la República Argentina va aprovar l'operació.
Després de l'adquisició, està previst que el dia 6 de desembre de 2024, HSBC Argentina es desconnecti de la xarxa global del Grup HSBC i canviï a la marca Galicia Más de manera oficial deixant d'existir a Argentina després de 32 anys d'operacions ininterrompudes al país . Amb aquest canvi de marca, es tanca un capítol a la història d'HSBC a l'Argentina, una entitat que, al llarg de més de tres dècades, va deixar una empremta significativa en el sistema financer argentí.

## História
El 1992 el Grup HSBC va comprar el Banc Midland. A través d'aquesta compra, va adquirir participació al Banc Roberts, una antiga subsidiària del Banc Anglo Sud-americà a l'Argentina. El 1997 adquireix les accions restant del Grup Roberts, al qual reanomena HSBC Argentina Holdings SA.
El 2006, HSBC es va quedar amb les operacions bancàries a l'Argentina de la Banca Nazionale del Lavoro S.A. (BNL), a canvi d'US$ 155 milions. BNL havia començat a operar a l'Argentina cap al 1960 i en el moment de la venda comptava amb 91 sucursals a 18 províncies, 700.000 clients particulars i 26.700 clients comercials. HSBC va rebatejar les operacions del BNL amb el lema "BNL a Argentina és HSBC", i per dos anys, va mantenir una referència al BNL, principalment per a la comunitat de 70.000 ítalo-argentins que rebien pensions des d'Itàlia.
El 2009 les oficines centrals del grup es van mudar a la històrica seu central del Banc Popular Argentí, al Carrer Florida. És un edifici plateresc dissenyat per Antonio i Carlos Vilar. Completat el 1931, havia passat a propietat del Banc Roberts, més endavant HSBC Argentina, amb la compra del Banco Popular.

### Incident del 20 de desembre del 2001
Durant la conflictiva i tràgica jornada de violència a Argentina el 20 de desembre de 2001, personal de seguretat d'HSBC va obrir foc des de la seu central del Banc, aleshores a l'Avinguda de Maig, contra civils que marxaven cap a la Plaça de Maig en protesta contra el llavors President Fernando de la Rúa.
Gustavo Ariel Benedetto va ser assassinat per un tret de 9 mm al cap. Va quedar demostrat per enregistraments de la cambra de seguretat de l'edifici que el personal de seguretat va obrir foc sense haver estat en perill ja que els manifestants no van poder ingressar a la seu. A més, la portació d'armes letals en llocs públics per part de personal de seguretat privada estava prohibida a Buenos Aires.